# 布朗鎮區 (印地安納州漢考克縣)
布朗鎮區（英語：Brown Township）是位於美國印地安納州漢考克縣的一個行政鎮區。

## 地方資料
根據2010年美國人口普查的數據，布朗鎮區的面積為79.80平方千米，當中陸地面積為79.60平方千米，而水域面積為0.20平方千米。當地共有人口2,571人，而人口密度為每平方千米32.22人。